# Fontaines-les-Sèches
Fontaines-les-Sèches är en kommun i departementet Côte-d'Or i regionen Bourgogne-Franche-Comté i östra Frankrike. Kommunen ligger i kantonen Laignes som tillhör arrondissementet Montbard. År 2022 hade Fontaines-les-Sèches 26 invånare.

## Befolkningsutveckling
Antalet invånare i kommunen Fontaines-les-Sèches
Referens:INSEE